# ووهمار
ووهمار (به لاتین: Vohemar) یک منطقهٔ مسکونی در ماداگاسکار است که در ووهمار واقع شده‌است. ووهمار ۱۵٬۰۰۰ نفر جمعیت دارد.